# Najib Amhali
Najib Amhali (Arabisch: نجيب أمهالي) (Nador, 4 april 1971) is een Marokkaans-Nederlandse cabaretier en acteur.

## Loopbaan
Amhali groeide op in Krommenie. Zijn eerste rol op televisie was in de serie Barst in 1990. Van 1995 tot 1998 speelde hij bij urban theatergroep Made in da Shade. Hij won in 1995 met de Comedytrain de Pall Mall Exportprijs. In 1997 speelde hij mee in de musical Eindeloos naast Liesbeth List en Coen van Vrijberghe de Coningh.
In 1998 won hij zowel de publieks- als de juryprijs van het Leids Cabaret Festival. Hij kreeg de bijnaam De Marokkaan uit de Jordaan.
Een jaar later speelde hij naast Hans Teeuwen en Kim van Kooten mee in de film Jezus is een Palestijn. Ook presenteerde hij Pinkpop 1999, samen met Howard Komproe. In 2002 had hij een rol in Theo van Goghs televisieserie Najib en Julia. Hij speelde tevens mee in de multicultikomedie Shouf Shouf Habibi! (2004). In 2008 speelde Amhali een hoofdrol in de speelfilm Spion van Oranje, die in februari 2009 in de bioscoop verscheen.
In de aanloop naar het Wereldkampioenschap voetbal 2006 had hij een eigen televisieserie, Najib loopt warm, waarin hij samen met zijn sidekick Mimoun voetbalzaken behandelde die met het Nederlands elftal te maken hadden. Ook probeerde hij daarmee geld in te zamelen voor een goed doel.
In 2013 was Amhali gastartiest tijdens de concerten van de Toppers in de Amsterdam ArenA. Op 1 juli 2017 stonden Amhali en Jandino Asporaat samen met een show in De Kuip in Rotterdam. Ze zijn daarmee de eerste comedians in Nederland die optreden in een voetbalstadion.
In 2017 moest hij zijn theatertour afzeggen wegens een drank- en drugsverslaving.
In 2020 deed Amhali mee aan het RTL 4-programma The Masked Singer waarin hij te zien was als de Zebra. Hij behaalde de finale en eindigde op de derde plek.

## Cabaretprogramma's

### Solo
- 1998–1999: Vol = vol
- 1999–2001: Veni Vidi Vici
- 2001–2003: Freefight
- 2003–2006: Most Wanted
- 2006–2008: Zorg dat je erbij komt
- 2008–2010: The Best of Najib Amhali (heropvoering van de beste sketches uit de eerste vijf shows)
- 2011–2013: Alles komt goed
- 2014–2016: I Amhali
- 2017-2018: (N)Ergens Goed voor (geannuleerd na try-outs[3])
- 2018-2020: Waar was ik?
- 2021: Wie het weet, mag het zeggen (oudejaarsconference)
- 2024-heden: 30 jaar on stage

### Met andere cabaretiers
- 2017: Najib & Jandino: Live in De Kuip (met Jandino Asporaat)
- 2018: Gabbers 3 - Live in Ziggo Dome (Met Ali B, Martijn Koning en Roué Verveer)
- 2019: Ramadan Conference (met Anuar Aoulad Abdelkrim en Rayen Panday)
- 2020: Ramadan Conference (met Anuar Aoulad Abdelkrim en Roué Verveer)

## Filmografie

### Televisie
- 1990: Barst
- 2006: Najib loopt warm
- 2008: Najib wordt wakker
- 2013: The Comedy Factory
- 2014: Bluf
- 2016-2018: Het zijn net mensen, als teamleider[4]
- 2017: Wie ben ik?
- 2017: Little Big Stars
- 2018: The Roast of Johnny de Mol
- 2018, 2020: Beste Kijkers, als vervangend panellid/teamleider
- 2019-2020: De Battle
- 2020-2023: Wie van de Drie, als panellid[5]
- 2020: The Masked Singer, als zebra
- 2021: Car Wars
- 2021: Oudejaarsconference op SBS6[6]
- 2021: Het Jachtseizoen, met Wendy van Dijk

#### Gastrollen
- 1995–1997: In voor- en tegenspoed (als Aziz)
- 1998: Bed & Breakfast (afl. 5: "Heino", 1 januari 1998, als Handy)
- 1998: Flodder (afl. "Tatoeage", als handlanger)
- 2001: Kopspijkers (afl. 13.11, als Kabouter Plop)
- 2003: Najib en Julia (vaste gastrol, als Nasr)
- 2005: Keyzer & De Boer Advocaten (1 afl.)
- 2012: Neonletters (afl. 3.06, 30 april 2012)
- 2014: De TV Kantine (afl. 3.06, als Luitenant Anali)
- 2021: De TV Kantine (afl. 12.01, als prinses Catharina-Amalia der Nederlanden)

### Film
- 1995: Walhalla
- 1995: De betekenis van de nacht
- 1998: Jezus is een Palestijn
- 1999: De boekverfilming
- 2001: De nacht van Aalbers
- 2001: Baby Blue
- 2004: Shouf Shouf Habibi!
- 2009: Spion van Oranje
- 2011: De president
- 2011: De avonturen van Kuifje: Het geheim van de eenhoorn (stem)
- 2012: Doodslag
- 2013: Valentino
- 2017: De familie Slim
- 2020: Sonic the Hedgehog (stem)
- 2021: Meskina
- 2022: Sonic the Hedgehog 2 (stem)
- 2022: Bon Bini Holland 3
- 2024: Sonic the Hedgehog 3 (stem)
- 2025: Paddington in Peru (stem)

## Discografie

### Singles
| Single met eventuele hitnotering(en) in de Nederlandse Top 40 | Datum van verschijnen | Datum van binnenkomst | Hoogste positie | Aantal weken | Opmerkingen                                                                |
| ------------------------------------------------------------- | --------------------- | --------------------- | --------------- | ------------ | -------------------------------------------------------------------------- |
| Koningin van alle mensen                                      | 16-04-2013            | 27-04-2013            | 6               | 3            | als onderdeel van RTL Boulevard United / Nr. 1 in de Single Top 100 / Goud |
| Ik weet                                                       | 2014                  | -                     |                 |              | met Xander de Buisonjé / Nr. 89 in de Single Top 100                       |
| Oranje leeuwen                                                | 2014                  | 14-06-2014            | tip17           | -            | met PlusSupportAct                                                         |

### Dvd's
| Dvd met hitnoteringen in de Nederlandse DVD Music Top 30 | Datum van verschijnen | Datum van binnenkomst | Hoogste positie | Aantal weken | Opmerkingen |
| -------------------------------------------------------- | --------------------- | --------------------- | --------------- | ------------ | ----------- |
| Veni Vidi Vici                                           | 2004                  | 24-01-2004            | 11              | 9            |             |